# الفصول (تشايكوفسكي)
الفصول وهي عبارة عن مجموعة من اثني عشر قطعة شخصية قصيرة للبيانو المنفردة من قِبل الملحن الروسي بيتر إليتش تشايكوفسكي. كل قطعة هي سمة لشهر مختلف من العام في روسيا. يسمع العمل أيضًا أحيانًا في أوركسترا وترتيبات أخرى بأيدي أخرى. كانت المقتطفات الفردية شائعة على الدوام - كانت ترويكا (نوفمبر) أحد الأضلاع المفضلة لسيرجي راشمانينوف ، وكان باركارول (يونيو) مشهورًا للغاية وظهر في العديد من باستخدام (الأوركسترا والكمان والتشيلو والكلارينيت والغيتار وحتى آلة المندولين موسيقية).